# Das große Spiel (1942)
Das große Spiel ist ein deutscher Sportfilm aus dem Jahr 1942. Regie führte Robert Adolf Stemmle.

## Handlung
Werner Fehling ist ein exzellenter Mittelstürmer. Als Ersatzmann für einen erkrankten Spieler kommt er dem aufstrebenden Fußball-Verein Gloria 03 wie gerufen. Doch gefährdet er den Zusammenhalt der Mannschaft, in dem er mit Grete Gabler anbandelt, Tochter eines Vereinsvorstands und die Freundin des Gloria-Torwarts Jupp Jäger.
Der Kampf um die Liebe der Angebeteten spitzt sich ausgerechnet zu einem Zeitpunkt zu, in dem der Verein vor seinem größten Triumph steht: das Endspiel der deutschen Fußballmeisterschaft im Olympiastadion Berlin im Jahre 1936. Schnell gerät man wegen der auch auf dem Feld ausgetragenen Rivalität der beiden Kontrahenten gegen den FC Nord mit zwei Toren in Rückstand. Zur Halbzeit kochen die Emotionen in der Kabine hoch…

## Produktion
Die Dreharbeiten begannen am 8. September 1941 und endeten Anfang Dezember desselben Jahres.
Der überwiegend in Schwarzweiß gedrehte Streifen besaß auch Farbsequenzen, die von Erich Rossel und Japp Swart am 22. Juni 1941 beim Endspiel um die deutsche Meisterschaft zwischen Rapid Wien und dem FC Schalke 04 angefertigt worden waren.
Die Filmbauten entwarf Herbert Hochreiter, die Kostüme Maria Pommer-Uhlig. Oskar Marion hatte die Produktionsleitung, Bruno Balz schrieb die Liedtexte zu der Musik von Michael Jary.
Die Produktionskosten beliefen sich auf 1,64 Mio. Reichsmark, die Einspielergebnisse bis April 1943 betrugen bereits 3,28 Mio. RM. Damit war Das große Spiel ein gewaltiger Kassenerfolg.
Sepp Herberger, damaliger Reichstrainer und späterer Bundestrainer der deutschen Fußballnationalmannschaft, und Schwergewichts-Boxweltmeister Max Schmeling sind in diesem Film als Zuschauer zu sehen.
Als Fußballspieler (Verein zum Zeitpunkt der Dreharbeiten) kamen zum Einsatz:
- Hans Appel (Berliner SV 92)
- Erich Goede (Berliner SV 92)
- Helmut Jahn (Berliner SV 92)
- Fritz Balogh (VfL Neckarau)
- Hermann Eppenhoff (FC Schalke 04)
- Rudolf Gellesch (FC Schalke 04)
- Otto Tibulski (FC Schalke 04)
- Andreas Kupfer (Schweinfurt 05)
- Karl Miller (Dresdner SC)
- Fritz Walter (1. FC Kaiserslautern)
- Ernst Lehner (Blau-Weiß 90 Berlin)
- Johann Herberger (Blau-Weiß 90 Berlin)
- Gerhard Graf (Blau-Weiß 90 Berlin)
- Kurt Hoffmann (Blau-Weiß 90 Berlin)
- Waldemar Seibert (Blau-Weiß 90 Berlin)
- Hermann „Männe“ Kästner (Tennis Borussia Berlin)
- Bauernfeind (Verein unbekannt)
- Karel (Verein unbekannt)
- Nickel (Verein unbekannt)